# 埃爾卡尼奧
埃爾卡尼奧（西班牙語：El Caño），是巴拿馬的城鎮，位於該國中部，由科克萊省的納塔區負責管轄，面積86平方公里，海拔高度14米，2010年人口3,351，人口密度每平方公里39人。